# Puccinellia macquariensis
Puccinellia macquariensis — вид цветковых растений рода Бескильница (лат. Puccinellia).

## Ареал и местообитание
Эндемик австралийского субантарктического острова Маккуори в Южном океане. Галофит, образует плотные пятна на прибрежных скалах.

## Ботаническое описание
Многолетнее плотнокустовое травянистое растение. Достигает в высоту 4—25 см. Цветёт с ноября по июнь.

## Родственные связи
Является близким родственником вида Puccinellia walkeri, произрастающего на островах к югу от Новой Зеландии.